# A doutrina do fascismo
"A doutrina do fascismo" (italiano: "La dottrina del fascismo") é um ensaio escrito por Benito Mussolini e Giovanni Gentile, este último considerado o "filósofo do fascismo". A primeira parte do ensaio, intitulada "Ideias Fundamentais" foi escrita pelo filósofo Giovanni Gentile, enquanto apenas a segunda parte, "Doutrina Política e Social", é obra do próprio Mussolini.

## História
Embora escrito em 1927 por Mussolini, com a ajuda de Giovanni Gentile foi publicado pela primeira vez na Enciclopédia Italiana de 1932, como a primeira seção de uma extensa entrada sobre "Fascismo". A entrada completa sobre o fascismo abrange as páginas 847-884 e inclui numerosas fotografias e imagens gráficas. A inscrição começa na página 847 e termina na 851 com a linha de crédito "Benito Mussolini". Já na Segunda Guerra Mundial, Benito Mussolini tentou coletar e destruir todas as cópias disponíveis de "A Doutrina do Fascismo", mudando de ideia sobre algumas frases do texto. No entanto, sua tentativa foi malsucedida.

## Conteúdo

### Definição e origem do fascismo
O conceito-chave do ensaio é que o fascismo é uma rejeição autocrítica de modelos anteriores. Mussolini apresenta o fascismo como uma doutrina revolucionária (“o estado fascista é único, e é uma criação original. Não é reacionário, mas revolucionário”) que vai contra o marxismo, a democracia e o liberalismo. Mussolini escreveria:
Podemos pensar que este é o século da autoridade, um século da "direita", um século fascista; se o século XIX foi o século do indivíduo (liberalismo significa individualismo), podemos pensar que este é o século "coletivo" e, portanto, o século do Estado.
Em 1933, Jane Soames foi a primeira a ser autorizada a traduzir o ensaio para o inglês, sendo publicada por Leonard e Virginia Woolf:
Podemos pensar que este é o século da autoridade, um século de direita, um século fascista; se o século XIX foi o século do individualismo (liberalismo sempre significa individualismo), podemos pensar que este é o século do coletivismo e, portanto, o século do Estado. 
Mussolini explica que o fascismo foi inspirado nas ideias de George Sorel, o fundador teórico do sindicalismo revolucionário; de Charles Péguy, um socialista e nacionalista convertido ao catolicismo; de Hubert Lagardelle, fundador da revista Le Mouvement Socialiste e pioneiro do sindicalismo francês; e os sindicalistas italianos.

### Rejeição do liberalismo
Ao apresentar o fascismo como anti-individualista, o fascismo se posiciona de forma contrária ao liberalismo, que “negava o Estado no interesse do indivíduo particular; o fascismo reconfirma o Estado como a verdadeira realidade do indivíduo", portanto, "tudo reside no Estado, e nada que seja humano ou espiritual existe (…) fora do Estado“ fazendo do fascismo uma doutrina totalitária. Mussolini enfatiza a ideia de que: “se quem fala liberalismo fala do indivíduo, quem fala fascismo fala do Estado”.

### Rejeição do socialismo marxista
Para Mussolini, o socialismo morrera como doutrina após a Primeira Guerra Mundial. Ele considera que nem os indivíduos nem os grupos (partidos políticos, associações, sindicatos, classes) deveriam estar fora do Estado, portanto, o fascismo, para ele, era contrário ao socialismo já que o socialismo “ignora a unidade do Estado que pode reunir as classes harmonizando-as em uma única realidade econômica e moral”.
O fascismo rejeita os conceitos de materialismo histórico e da luta de classes do "socialismo apelidado de científico ou marxista", acrescentando Mussolini que “uma vez que o socialismo está ferido nesses dois pontos essenciais de sua doutrina, nada resta dele senão a aspiração sentimental — antiga como a humanidade — por uma convivência social em que os sofrimentos e as dores das pessoas mais humildes pareçam aliviados". Mais tarde, ele afirmaria que o socialismo científico de Marx está ligado ao socialismo utópico.

### Rejeição da democracia
Mussolini explica que “o fascismo se opõe à democracia, que confunde o povo com a maioria, rebaixando-o ao nível da maioria”. No entanto, apesar dessa rejeição, argumenta-se que "o fascismo é a mais franca das democracias, uma vez que o povo é concebido, como deve ser concebido, qualitativamente, e não quantitativamente".

### Intervenção do Estado na economia
Devido à crise de 1929, Mussolini explica que “só o Estado pode resolver as dramáticas contradições do capitalismo. A crise só pode ser resolvida pelo Estado, no Estado”, criticando as posições de não intervenção do Estado na economia. Explica-se que “o fascismo quer o Estado forte, orgânico e ao mesmo tempo amparado pela mais ampla base popular”, reivindicando para si “o campo da economia e, através das instituições corporativas, sociais e educacionais por ele criadas, o sentido do Estado atinge as últimas ramificações, e no Estado circulam, enquadradas nas respectivas organizações, todas as forças políticas, econômicas e espirituais da nação”.